# Елим (Аљаска)
Елим (енгл. Elim) град је у америчкој савезној држави Аљаска.

## Демографија
По попису из 2010. године број становника је 330, што је 17 (5,4%) становника више него 2000. године.
| Група             | 2000.     | 2010.     |
| Белци             | 16 (5,1%) | 24 (7,3%) |
| Афроамериканци    | 0 (0,0%)  | 0 (0,0%)  |
| Азијати           | 0 (0,0%)  | 1 (0,3%)  |
| Хиспаноамериканци | 0 (0,0%)  | 1 (0,3%)  |
| Укупно            | 313       | 330       |